# Bois Belleau (авианосец)
«Белло Вуд»/«Буа Белло» (англ. Belleau Wood (CVL-24), фр. Bois Belleau (R97)), — лёгкий авианосец типа «Индепенденс», состоявший на вооружении ВМС США и ВМС Франции. Был заложен как лёгкий крейсер типа «Кливленд» в 1941 году, перезаказан и достроен как авианосец в 1942−1943 годах.
Заложен как USS New Haven (CL-76). Переклассифицирован и переименован в Belleau Wood (CV-24) 16 февраля 1942 года. Спущен на воду 6 декабря 1942 года на верфи New York Shipbuilding Corporation в Камден, Нью-Джерси. Окрещен миссис Томас Холкомб, вдовой коменданта Корпуса морской пехоты США. Вступил в строй 31 марта 1943 года, командир — кэптен Прайд (англ. A. M. Pride).

## Вторая Мировая война
Активно использовался с конца 1943 года в боях на Тихом океане в ходе Второй мировой войны, приняв участие во многих важных сражениях.
После краткого тренировочного похода Belleau Wood вошёл в состав Тихоокеанского флота. Прибыл в Пёрл-Харбор 26 июля 1943 года. Поддерживал оккупацию острова Бейкер 1 сентября. Принял участие в налетах на Тараву (18 сентября) и атолл Уэйк (5−6 октября). После этого присоединился к 50-му соединению (TF 50) для вторжения на острова Гилберта (19 ноября−4 декабря 1943 года).
С 29 января по 3 февраля 1944 года в составе TF 58 участвовал в захвате атолла Кваджалейн и острова Маджуро, Маршалловы Острова. Далее участвовал в налете на о. Трук (16-17 февраля); на острова Сайпан, Тиниан, Рота, Гуам (21-22 февраля); на Палау, Яп, Улити, Волеаи (30 марта-1 апреля). Затем был задействован в налетах на острова Савар и Вакде в поддержку высадки в Холландии, Новая Гвинея (22-24 апреля); на Трюк, Сатаван, Понапе (29 апреля-1 мая). Поддерживал захват о. Сайпан (11-24 июня), включая налеты на острова Бонин (15-16 июня), и ещё раз 24 июня.
19−20 июня 1944 года участвовал в сражении у Марианских островов, во время которого торпедоносцы Belleau Wood потопили японский авианосец «Хиё».
С 29 июня по 31 июля 1944 года прошёл послепоходовый ремонт в Перл-Харбор. Снова присоединился к TF 58 на последней стадии оккупации о. Гуам (2-10 августа). Затем, уже в составе TF 38, осуществлял авиационную поддержку при захвате островов Палау (6 сентября-14 октября); налеты на Филиппины (9-24 сентября); поддерживал высадку на о. Моротаи 15 сентября; налет на Окинаву 10 октября; на северный Лусон и Формозу (11-14 октября); удары по о. Лусон 15 и 17-19 октября и участвовал в бою у мыса Энгано (24-26 октября).
30 октября 1944 года при патрулировании к востоку от о. Лейте получил серьёзные повреждения от сбитого им же камикадзе. Самолёт, пробив полетную палубу в корме, взорвался в ангаре. В результате пожара произошёл взрыв боеприпасов. Погибли или пропали без вести 92 человека.
После временного ремонта на Улити со 2 по 11 ноября Belleau Wood перешёл в Хантерс Пойнт, Калифорния (прибыл 29 ноября), и встал в долговременный ремонт и модернизацию. Вышел из Сан-Франциско 20 января 1945 года и присоединился к TF 58 7 февраля на Улити.
С 15 февраля по 4 марта участвовал в налетах на острова Хонсю и Нансей Сото, а также поддерживал высадку на о. Иводзима. Кроме того, принимал участие в ударах по Японии 5-го флота (17 марта—26 мая), затем 3-го флота (27 мая—11 июня). Приняв 13 июня—1 июля новую авиагруппу в Лейте, снова присоединился к 3-му флоту для финальных налётов на Японию (10 июля—15 августа).
2 сентября присутствовал при церемонии капитуляции в Токийской бухте. Его самолёты участвовали в воздушном параде. Находился в японских водах до 13 октября. Прибыл в Перл-Харбор 28 октября. Через три дня вышел назначением в Сан-Диего, имея на борту 1248 военнослужащих, возвращавшихся на родину. Продолжал участие в операции «Ковёр-самолёт» до 31 января 1946 года, выполнял рейсы между Сан-Диего и островами Сайпан и Гуам.
За службу во Второй мировой войне Belleau Wood был награждён благодарностью президента (англ. Presidential Unit Citation) и получил 12 боевых звезд.
В течение 1946 года проходил деактивацию, при этом сменил несколько верфей вокруг Сан-Франциско. Выведен в резерв 13 января 1947 года на авиабазе флота в Аламида.

## Послевоенные годы
В 1953 году передан в аренду Франции по соглашению MDAP, с опцией на выкуп через 5 лет. Вошёл в состав ВМС Франции под названием «Буа Белло» (фр. Bois Belleau) и бортовым номером R 97.
После войны Франция стремилась восстановить своё положение колониальной империи. Результатом стал затяжной конфликт в Индокитае, в котором значительную роль играл флот. Малые сторожевые корабли патрулировали реки, а у берегов развёртывались авианосцы, в том числе Bois Belleau и Lafayette.
Приобретение этих двух кораблей в долгосрочную аренду в значительной мере было обусловлено нуждами постоянного присутствия авианосцев в Индокитае. Кроме того, они дали возможность применять более эффективные палубные самолёты: Hellcat, Helldiver, Corsair, Avenger вместо Seafire и Dauntless. Благодаря им же бывший эскортный авианосец Dixmude был переведен на обеспечивающие роли.
В апреле 1954 года Bois Belleau покинул Тулон и отправился в Индокитай подменить Arromanches. 20 мая прибыл в бухту Ха-Лонг. 21 июля 1954 года в Женеве был подписан мир с Вьет Минь, после чего корабль отправился обратно. В 1954 прошёл модернизацию с установкой второй паровой катапульты и решетчатой мачты перед второй парой дымовых труб, под новый радар обнаружения воздушных целей DRBV 22A.
После нескольких фальстартов французская программа строительства новых кораблей, в том числе авианосцев, началась. Приобретённые или арендованные у союзников единицы дали Marine Nationale необходимую для этого передышку. Теперь их начали выводить из активного состава. Ещё одним толчком для этого стала начатая в 1959 году переориентация оборонной политики на самостоятельность, уход из Северной Африки и Юго-Восточной Азии и выход из военной организации НАТО. В 1960 году Bois Belleau использовался как авиатранспорт между Францией и США, после чего был возвращён США, и в тот же год продан на слом.